# KNVB-Pokal 1903/04
Der KNVB-Pokal 1903/04 war die sechste Auflage des niederländischen Fußball-Pokalwettbewerbs. Pokalsieger wurde Koninklijke HFC. Das Team setzte sich im Finale gegen Titelverteidiger HVV Den Haag durch.
In der Zwischenrunde gab es zwischen dem Koninklijke HFC und VVV Amsterdam mit 25:0 den bisher höchsten Sieg in der Geschichte des niederländischen Pokals.

## Modus
Alle Begegnungen wurden in einem Spiel ausgetragen. Bei unentschiedenem Ausgang wurde zur Ermittlung des Siegers eine Verlängerung von zweimal 7½ Minuten gespielt. Stand danach kein Sieger fest, folgte eine weitere Verlängerung von zweimal 7½ Minuten. War danach immer noch keine Entscheidung gefallen, wurde das Spiel auf dem Platz des Gegners wiederholt. Wenn auch das drittes Spiel unentschieden endete, ging es in die Verlängerung, bis ein Tor fiel.

## 1. Runde
| Datum      |                           | Ergebnis |                         |
| ---------- | ------------------------- | -------- | ----------------------- |
| 01.11.1903 | Swift Amsterdam           | 7:1      | Vitesse Arnheim II      |
| 01.11.1903 | HVV Den Haag              | 20:00    | BFC Bussum              |
| 01.11.1903 | Fortuna Rotterdam         | 1:3      | Volharding Amsterdam II |
| 01.11.1903 | Koninklijke HFC           | 7:1      | Vitesse Arnheim         |
| 01.11.1903 | Dordrechtsche FC          | 4:3      | Quick Den Haag          |
| 01.11.1903 | HBS Craeyenhout II        | 9:3      | Koninklijke UD 1875     |
| 01.11.1903 | Mercurius Den Haag        | 2:4      | Celeritas Rotterdam     |
| 01.11.1903 | LAC Frisia Leeuwarden     | 05:0 1   | Olympia Middelburg      |
| 01.11.1903 | Quick Kampen              | 5:0      | RV & AV Neptunus        |
| 01.11.1903 | Quick Amsterdam II        | 01:11    | HFC Haarlem II          |
| 01.11.1903 | EV & AV De Tubanters 1897 | 4:2      | Quick Amsterdam         |
| 01.11.1903 | RAP Amsterdam II          | 0:3      | DVS Rotterdam           |
| 01.11.1903 | Rapiditas Rotterdam II    | 05:0 2   | NOAD Breda              |
| 01.11.1903 | Rapiditas Rotterdam       | 8:1      | EDO Amsterdam           |
| 01.11.1903 | VVV Amsterdam             | 5:1      | Saturnus Rotterdam II   |
| 01.11.1903 | BVV Wilhelmina            | 3:4      | Go Ahead Wageningen     |
| 01.11.1903 | CVV Velocitas Breda       | 8:0      | EFC Prinses Wilhelmina  |
| 01.11.1903 | Leonidas Amsterdam        | 0:3      | Vooruitgang Amsterdam   |
| 08.11.1903 | Achilles Rotterdam        | 6:0      | RC &VV Volharding       |
| 08.11.1903 | Sparta Rotterdam          | 8:0      | AVV Amsterdam           |
| 08.11.1903 | HFC Haarlem               | 8:1      | Swift Amsterdam         |
| 08.11.1903 | RAP Amsterdam             | 8:0      | HVV Den Haag II         |
| 08.11.1903 | Saturnus Rotterdam        | 0:5      | Olympia Rotterdam       |
| 08.11.1903 | UC & VV Hercules          | 1:2      | DSV Concordia Delft     |
| 08.11.1903 | Volharding Amsterdam      | 0:5      | HBS Craeyenhout         |
| 08.11.1903 | Steeds Voorwaarts         | 1:8      | Koninklijke HFC II      |

## Zwischenrunde
| Datum      |                        | Ergebnis |                           |
| ---------- | ---------------------- | -------- | ------------------------- |
| 06.12.1903 | VVV Amsterdam          | 00:25    | Koninklijke HFC           |
| 13.12.1903 | Achilles Rotterdam     | 1:4      | HBS Craeyenhout           |
| 13.12.1903 | Vooruitgang Amsterdam  | 1:5      | HFC Haarlem               |
| 13.12.1903 | Celeritas Rotterdam    | 1:3      | Dordrechtsche FC          |
| 13.12.1903 | Rapiditas Rotterdam II | 1:7      | Olympia Rotterdam         |
| 13.12.1903 | Swift Amsterdam        | 5:2      | EV & AV De Tubanters 1897 |
| 13.12.1903 | LAC Frisia Leeuwarden  | 1:7      | CVV Velocitas Breda       |
| 13.12.1903 | RAP Amsterdam          | 5:0      | Rapiditas Rotterdam       |
| 13.12.1903 | DVS Rotterdam          | 9:0      | Volharding Amsterdam II   |
| 07.02.1904 | Sparta Rotterdam       | 09:0 1   | HBS Craeyenhout II        |

## 2. Runde
| Datum      |                     | Ergebnis |                     |
| ---------- | ------------------- | -------- | ------------------- |
| 07.02.1904 | HFC Haarlem II      | 5:2      | Quick Kampen        |
| 07.02.1904 | HBS Craeyenhout     | 3:4      | HVV Den Haag        |
| 07.02.1904 | Olympia Rotterdam   | 3:1      | DSV Concordia Delft |
| 07.02.1904 | CVV Velocitas Breda | 9:0      | DVS Rotterdam       |
| 07.02.1904 | Go Ahead Wageningen | 1:4      | HFC Haarlem         |
| 14.02.1904 | Koninklijke HFC     | 7:0      | HFC Haarlem II      |
| 14.02.1904 | Swift Amsterdam     | 5:1      | RAP Amsterdam       |
| 21.02.1904 | Sparta Rotterdam    | 1:2      | Dordrechtsche FC    |

## Viertelfinale
| Datum      |                     | Ergebnis |                    |
| ---------- | ------------------- | -------- | ------------------ |
| 06.03.1904 | Olympia Rotterdam   | 0:7      | Dordrechtsche FC   |
| 06.03.1904 | CVV Velocitas Breda | 8:3      | Koninklijke HFC II |
| 06.03.1904 | HVV Den Haag        | 6:1      | HFC Haarlem        |
| 20.03.1904 | Swift Amsterdam     | 01:10    | Koninklijke HFC    |

## Halbfinale
| Datum      |                 | Ergebnis |                     |
| ---------- | --------------- | -------- | ------------------- |
| 17.04.1904 | HVV Den Haag    | 6:2      | Dordrechtsche FC    |
| 24.04.1904 | Koninklijke HFC | 4:3      | CVV Velocitas Breda |

## Finale
| Koninklijke HFC                      | Koninklijke HFC | HVV Den Haag | HVV Den Haag |
| ------------------------------------ | --- | --- | ------------ |
| Koninklijke HFC                      | \| 12. Mai 1904 in De Diepput, Den Haag \| \| Ergebnis: 3:1 (0:1) \| \| Schiedsrichter: Bill Dijxhoorn \| \| Spielbericht \|                 | \| 12. Mai 1904 in De Diepput, Den Haag \| \| Ergebnis: 3:1 (0:1) \| \| Schiedsrichter: Bill Dijxhoorn \| \| Spielbericht \| | HVV Den Haag |
| Koninklijke HFC                      | Ferf – W. van Waveren, Cherieux – Swens, E. Moltzer, Prins – Ferry van der Vinne, Max Henny, Louw v.d. Vinne, Eddy Holdert, Rodrigez Pereira | Coops – E. Mundt, John Heyning – Kessler, W. Hupkes, E. Sol – John Sol, Froger, Feith, Dolf Heyning, Broese                  | HVV Den Haag |
| Koninklijke HFC                      | 1:1 Eddy Holdert (80., Elfmeter) 2:1 Louw v.d. Vinne (83.) 3:1 Max Henny (85.)                                                               | 0:1 Froger (30.) | HVV Den Haag |
| 12. Mai 1904 in De Diepput, Den Haag | | |              |
| Ergebnis: 3:1 (0:1)                  | | |              |
| Schiedsrichter: Bill Dijxhoorn       | | |              |
| Spielbericht                         | | |              |